# U-1105
U-1105 je bila nemška vojaška podmornica Kriegsmarine, ki je bila dejavna med drugo svetovno vojno.

## Zgodovina
10. maja 1945 se je podmornica predala v Loch Eribollu. Kraljeva vojna mornarica jo je prevzela v uporabo kot HSM N 16; naslednje leto so podmornico predali ZDA. 18. novembra 1948 je bila potopljena med preizkusi razstreliva. Poleti 1949 je bila dvignjena in 19. septembra istega leta ponovno potopljena med testom novega 250-funtnega globinskega naboja.

## Poveljniki
| Poveljniki |                                    |                      |                              |
| Št.        | Čin                                | Ime                  | Poveljstvo                   |
| 1.         | Nadporočnik (Oberleutnant zur See) | Hans-Joachim Schwarz | 3. junij 1944 - 10. maj 1945 |

## Tehnični podatki
| Kategorije                                    | Podatki                       |
| --------------------------------------------- | ----------------------------- |
| Teža (t): na površju pod površjem polna Teža  | 769 871 1.070                 |
| Dolžina (m) - tlačni trup (m)                 | 67,1 - 50,5                   |
| Širina (m) - tlačni trup (m)                  | 6,2 - 4,7                     |
| Izpodriv (m)                                  | 4,74                          |
| Višina (m)                                    | 9,6                           |
| Moč (hp): na površju pod podvršjem            | 3.200 750                     |
| Hitrost (vozlov): na površju pod podvršjem    | 17,7 7,6                      |
| Doseg (milja/vozel): na površju pod podvršjem | 8.500/10 80/4                 |
| Torpeda/Torpedne cevi                         | 14/5 (4 na premcu, 1 na krmi) |
| Krovni top (mm)                               | 88 (22 granat)                |
| Mine                                          | 26 TMA                        |
| Posadka                                       | 44-52                         |
| Maksimalni potop (m)                          | 250                           |